# Автоматизована система наукових досліджень
Автоматизо́вана систе́ма науко́вих дослі́джень (АСНД) — це автоматизована система, призначена для автоматизації проведення різноманітних наукових досліджень і експериментів та керування ними. Реалізується у вигляді програмно-апаратних комплексів на базі засобів обчислювальної техніки.

## Завдання і функції АСНД
Основним завданням АСНД є отримання якісно нових знань про досліджуваний процес, об'єкт чи явище через:
- підвищення ефективності і якості наукових досліджень на основі отримання і уточнення повніших моделей досліджуваних об'єктів;
- скорочення термінів і трудомісткості наукових досліджень.

В основу роботи АСНД покладаються принципи обміну інформацією між дослідником і устаткуванням для досліджень у реальному масштабі часу.
При цьому на АСНД покладаються такі функції:
- збирання вимірної інформації та її первинне оброблення (алгоритм процесу дослідження);
- введення керувальної інформації та керування дослідницьким обладнанням;
- зберігання інформації та обмін нею з іншими ЕОМ.

## Складові АСНД
Науково-методичне забезпечення. Сюди відносяться різноманітні методи, способи, методики, алгоритми проведення експерименту, обробки та оформлення експериментальних даних.
Технічне забезпечення включає комплекс необхідних технічних засобів: ЕОМ, вимірювальне обладнання, випробувальне устаткування, засоби зв'язку з об'єктом та інші пристрої, підтримки роботи АСНД чи її складових.
Програмне  забезпечення АСНД містить документи з текстами програм, обчислювальні та керувальні програми на машинних носіях та документація до них, що дозволяють реалізувати основні функції АСНД та ефективну взаємодію користувачів з її технічними ресурсами.
Інформаційне забезпечення складається з баз і банків даних, інформаційно-пошукових систем, довідкових та навчальних систем, а також програмні засоби обробки і накопичення нової інформації, що надходить.
Метрологічне забезпечення АСНД містить додаткову апаратуру для забезпечення необхідних метрологічних характеристик системи, точності і достовірності вимірної інформації.
Організаційно-правове забезпечення включає в собі методичні та керівні матеріали, положення, накази, кваліфікаційні вимоги, інструкції, що регламентують взаємодію користувачів із системою, порядок експлуатації, інформаційної безпеки та розвитку АСНД, способи організації доступу до ресурсів колективного використання.

## Види АСНД
Застосування автоматизованих систем наукових досліджень і комплексних випробувань зразків нової техніки (АСНД) є найефективнішим у тих галузях науки і техніки, котрі мають справу з використанням великих обсягів інформації. До них у першу чергу відносяться:
- ядерна фізика (збирання і обробка експериментальних даних, що отримуються на реакторах, прискорювачах та установках термоядерного синтезу);
- фізика плазми і твердого тіла;
- радіофізика та електроніка;
- астрономія і радіоастрономія;
- космічні дослідження (обробка інформації, що надходить із штучних супутників для потреб народного господарства);
- геологія і геофізика (розвідка корисних копалин);
- дослідження Світового океану, екологічні дослідження, прогнозування погоди і стихійних лих;
- біологія та медицина (дослідження в галузі молекулярної біології, мікробіологічного синтезу, діагностики захворювань);
- хімічна технологія (моделювання технологічних процесів, отримання матеріалів із заданими властивостями);
- дослідження складних технологічних процесів у промисловості;
- дослідження і розробки в області енергетики (електростанції, мережі електропередач, енергетичні системи);
- дослідження і розробки в галузі транспортних комунікацій, мереж зв'язку та мереж обчислювальних машин;
- натурні і стендові випробування складних технічних об'єктів (авіаційної техніки, транспортних засобів, машин, споруд);
- економіка, соціальні дослідження, право та мовознавство.

## Приклади
- EPICS — (від англ. Experimental Physics and Industrial Control System) — Система управління для експериментальної фізики і промисловості, розробка Аргоннської національної лабораторії, США;
- TANGO — (від англ. TAco Next Generation Objects) — Вільна розподілена система управління експериментальними установками, що розробляється Європейським товариством синхротронів;